# Conyza gouandii
Conyza gouandii là một loài thực vật có hoa trong họ Cúc. Loài này được mô tả khoa học đầu tiên.